# Illerkirchberg
Illerkirchberg là một xã ở huyện Alb-Donau ở bang Baden-Württemberg thuộc nước Đức. Đô thị này có diện tích 11,45 km², dân số thời điểm 31 tháng 12 năm 2020 là 4845 người.